# Serge Chiesa
Serge Chiesa (Casablanca, Marruecos, 25 de diciembre de 1950), futbolista francés. Jugó de volante y su último equipo fue el Clermond FA de Francia pese a que dónde más destacó fue en el Olympique Lyonnais, club en el que ostenta el récord de ser el jugador con más partidos disputados en toda su historia: 541.

## Clubes
| Club              | País    | Año         |
| ----------------- | ------- | ----------- |
| Montferrand       | Francia | 1968 - 1969 |
| Olympique de Lyon | Francia | 1969 - 1983 |
| US Orléans        | Francia | 1983 - 1985 |
| Clermont FC       | Francia | 1986 - 1989 |

## Distinciones individuales
| Distinción                                                     |
| -------------------------------------------------------------- |
| Jugador con más partidos jugados en el Olympique de Lyon (541) |